# Мсвати III
Мсвати III (англ. Mswati III, первоначальное имя — Махосетиве, король Наций, англ. Makhosetive, king of Nations, носит также имя Нгвеньяма (Лев), (англ. Ngwenyama); род. 19 апреля 1968, Манзини, Свазиленд) — король Эсватини с 25 апреля 1986 года (до 2018 года — Король Свазиленда).

## Биография

### Ранняя биография
Один из многочисленных сыновей короля Собхузы II, после смерти последнего в 1982 году от пневмонии избран королевским советом преемником покойного. До конца его обучения в Великобритании в Шерборнской школе регентами были королева Дзеливе Шонгве (21 августа 1982 — 9 августа 1983), принц Созиса Дламини (9—18 августа 1983, «уполномоченное лицо») и его мать, королева Ндловукати Нтфомби (18 августа 1983 — 25 апреля 1986).

### Коронация и правление
В сентябре 1983 года стал кронпринцем, 25 апреля 1986 года официально коронован. Тем не менее из-за того, что когда-то последний был распущен по причине турбулентности многопартийной системы, политических партий в Эсватини нет.
С 2001 по 2004 годы по указу короля шла работа по разработке новой Конституции, которая в ноябре 2004 года была представлена парламенту. 26 июля 2005 года она была подписана королём, а 8 февраля 2006 года новая редакция Конституции вступила в силу.
В апреле 2011 года на территории страны прошли многотысячные митинги оппозиции с требованиями отречения Мсвати III. Оппозиция обвиняла монарха в разграблении государственной казны ради обеспечения роскошной жизни себя и своих 13 жён. 12 апреля полиция, с применением насилия, разогнала митинг в столице Свазиленда, арестовав 13 организаторов митинга.
19 апреля 2018 года, в день своего 50-летия, Мсвати III переименовал страну в Королевство Эсватини.
28 июня 2021 года акции протеста, вызванные правительственным запретом на демонстрации, переросли в беспорядки. Протестующие жгли и грабили магазины. Согласно заявлению демократической организации «Сеть солидарности Свазиленда», при подавлении беспорядков погибло не менее 40 человек, при этом большинство погибших «было расстреляно просто за нарушение комендантского часа». Сообщалось, что Мсвати III бежал из страны, однако исполняющий обязанности премьер-министра Эсватини Темба Масуку опроверг это.

### Личная жизнь
Самая старшая дочь — Сиханизо Дламини (род. 1987), является министром информационных технологий и связи Эсватини с 2018 года. Всего у короля 36 детей от 15 жён.
Большой резонанс получила женитьба Мсвати III на своей восьмой жене и предполагаемое похищение десятой жены. В ответ на эскалацию кризиса СПИДа и ВИЧ Мсвати III возродил традиционный обычай целомудрия, введя в 2001 году запрет заниматься сексом девушкам до достижения ими возраста 21 года. Любой человек, который нарушит правило целомудрия, будет оштрафован на одну корову или 152 доллара в эквиваленте. Когда Мсвати III выбрал в качестве своей восьмой жены несовершеннолетнюю девушку, всего через несколько недель после введения этого запрета он сам оштрафовал себя на одну корову. Этот закон должен был оставаться в силе в течение пяти лет, но король отменил его на год раньше, столкнувшись с неоднозначной реакцией на него у населения Свазиленда.
В 2011 году Мсвати III расстался с одной из своих жён (Нтандо Дубе) после того, как она изменила ему с министром юстиции Свазиленда Ндумисой Мамбой. С 2010 года королева Дубе была помещена под домашний арест, а Мамба был уволен после скандала и подвергнут аресту, который произошёл после обнародования компрометирующих фотографий.

### Состояние
Король является богатейшим человеком в стране (состояние оценивается в 200 млн долл.), в его управлении находится фонд Тибийо Така Нгване — некий аналог фонда национального благосостояния, куда должны жертвовать все жители Эсватини и которым распоряжается лично Мсвати III. Фонд формально не принадлежит королю, однако фактически находится в его полном распоряжении. Имея особый статус, фонд получает различные преференции от правительства Свазиленда.
12 апреля 2018 купил самолёт Airbus A340 регистрационный номер 3DC-SDF.

## Факты
- В 2003 году Мсвати III обвинил свазилендскую писательницу Сару Мхонза в «измене Родине» и в «издевательстве над традициями свази» и тем самым вынудил её покинуть страну[11].
- На всех банкнотах Эсватини последних серий после 1986 года изображён Мсвати III.
- Мсвати III занимает пост канцлера Университета Эсватини.

## Награды
- Орден Доброй Надежды